# Лагода (посёлок)
Лагода — посёлок в Сергиевском районе Самарской области в составе сельского поселения Воротнее.

## География
Находится на расстоянии примерно 29 километров по прямой на юг от районного центра села Сергиевск.

## История
Основан в 1929 году, назван в честь героя Советско-Финляндской войны Сергея Лагоды. Посёлок считался отделением № 2 совхоза «Серноводский». В советские годы специализация отделения была в растениеводстве и животноводстве (насчитывалось 500 дойных коров). Ныне сельскохозяйственное производство прекратилось.

## Население
Постоянное население составляло 298 человек (русские 85 %) в 2002 году, 253 в 2010 году.